# Mol
|  | Aquest article tracta sobre una unitat de base del Sistema Internacional. Vegeu-ne altres significats a «mol (desambiguació)». |

El mol (símbol mol) és la unitat de mesura de quantitat de substància (símbol n) del Sistema Internacional d'Unitats, i equival a la quantitat de substància d'un sistema que conté exactament 6,022 140 76 × 1023 entitats elementals.
Aquest valor, anomenat nombre d'Avogadro, correspon al valor numèric fixat per a la constant d'Avogadro quan s'expressa en mol-1:{\displaystyle N_{\rm {A}}=6,022\,140\,76\,\times 10^{23}{\text{ mol}}^{-1}}S'utilitza per comptar diferents tipus d'entitats elementals: àtoms, molècules, ions, electrons, altres partícules o grups d'aquestes partícules. Per aquest motiu, no és suficient indicar el nombre de mols, sinó que cal concretar a quin tipus de partícules es fa referència. Així l'aigua té una massa molecular relativa Mr = 18,013, per tant una massa d'aigua de 18,013 g conté 1 mol de molècules H₂O, però 2 mol d'àtoms d'hidrogen i 3 mol d'àtoms totals.

## Història

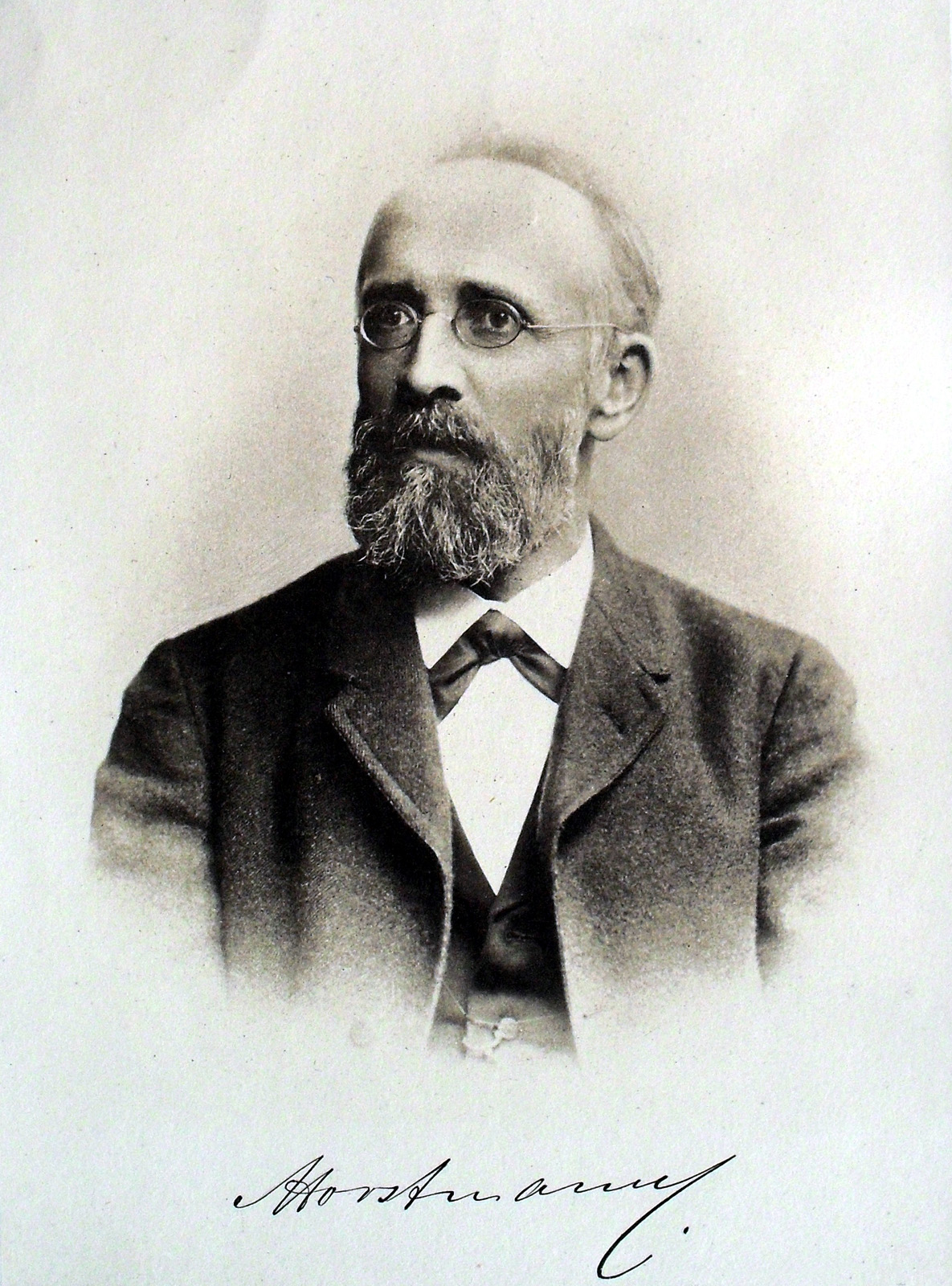
August Friedrich Horstmann

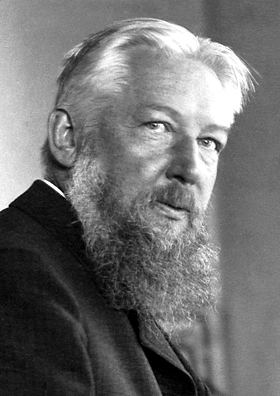
Friedrich Wilhelm Ostwald

### El concepte de mol
Després del descobriment de les lleis fonamentals de la química a principis del segle xix els químics alemanys utilitzaven per especificar quantitats d'elements o compostos químics unitats com ara "àtom-gram" i "molècula-gram ". Aquestes unitats tenien una connexió directa amb els "pesos atòmics" i "pesos moleculars" que eren el que actualment s'anomenen masses relatives, atòmiques o moleculars. El 1870 el químic alemany Julius Lothar Meyer (1830-1895) publicà un article on representava gràficament el que ell anomenà volum atòmic enfront del pes atòmic la qual cosa li permeté enunciar una llei periòdica. Tanmateix el seu volum atòmic, {\textstyle V_{\rm {a}}}, era l'actual volum molar, {\textstyle V_{\rm {m}}}; és a dir, Meyer emprà sense adonar-se'n el concepte actual de mol, ja que obtenia el seu volum atòmic com la relació entre la massa atòmica de cada element, {\displaystyle A}, i la seva densitat, {\textstyle \rho =m/V}, relació entre la massa, {\textstyle m}, i el volum, {\textstyle V}:
{\displaystyle V_{\rm {a}}={\frac {A}{\rho }}={\frac {A}{m/V}}={\frac {VA}{m}}={\frac {V}{n}}=V_{\rm {m}}}
Un dels primers a emprar més conscientment el concepte de mol fou el químic alemany August F. Horstmann (1842-1929) que el 1873, en el seu article Theorie der Dissociation, escriví a la pàg. 198: Sei zu diesem Zweck x die relative menge, in Moleculargewichten ausgedrückt, eines Körpers,... (Sigui per aquesta finalitat x la massa relativa, expressada en pes molecular, d'un cos…). En un article posterior del 1881, recomanà emprar una quantitat de massa d'un gas igual a la massa molecular, amb la qual cosa la constant dels gasos queda independent del tipus de gas. El 1883, a l'article «Molecule» de l'Encyclopædia Britannica, el químic escocès Alexander Crum Brown (1838-1922) indicà que als laboratoris els químics empraven com unitat de mesura la "molècula-gram", això és el pes molecular, o massa molecular, expressat en grams. Així a la pàg. 621 diu: For the sake of precision we sometimes speak of a molecule of water (or other substance) in grammes, or even of a gramme-molecule, a grain-molecule, &c. Thus, in the case just mentioned a gramme-molecule of succinic acid means 118 grammes of succinic acid, &c. (En nom de la precisió de vegades parlem d'una molècula d'aigua (o una altra substància) en grams, o fins i tot d'una molècula-gram, una molècula-gra, etc. Així, en el cas que acabem d'esmentar una molècula-gram d'àcid succínic significa 118 grams d'àcid succínic, etc.). El primer premi Nobel de Química (1901), l'holandès Jacobus van 't Hoff, utilitzà el concepte de mol en el seu article sobre la pressió osmòtica del 1887 quan comparà les dissolucions diluïdes amb els gasos.

### Etimologia de "mol"
El premi Nobel de Química del 1909, Friedrich Wilhelm Ostwald (1853-1932), en el seu manual sobre mesures físico-químiques del 1893, definí el mol a la pàg. 119: Nennen wir allgemein das Gewicht in Grammen, welches dem Molekulargewicht eines gegebenen Stoffes numerisch gleich ist, ein Mol,... (Anomenam en general al pes en grams, que és numèricament igual al pes molecular d'una determinada substància, un Mol…); i a la pàg. 120 diu:...ein Gramm-Molekulargewicht oder ein Mol... (...un pes molecular-gram o un mol...). El químic alemany Walther Hermann Nernst (1864-1941), en la traducció de 1895 a l'anglès de l'edició original en alemany del seu llibre de text del 1893, utilitza l'abreviatura g.-mol. de l'alemany Gramm-Molekulargewicht i en edicions posteriors empra mol igual que Ostwald.

### El mol unitat de quantitat de substància
El 1909, Jean Perrin (1870-1942) realitzà mesures del moviment brownià seguint una proposta d'Albert Einstein (1879-1955) del 1905 i mesurà per primer cop el nombre d'Avogadro. En el seu article explicà el concepte de mol: «S'ha fet costum de nomenar com la molècula-gram d'una substància, la massa de la substància que en estat gasós ocupa el mateix volum que 2 grams d'hidrogen mesurats a la mateixa temperatura i pressió. La hipòtesi d'Avogadro és llavors equivalent a la següent: Qualssevol dues molècula-gram contenen el mateix nombre de molècules.»
El mol, a principis del segle xx, fou emprat de dues maneres diferents:
1) Com una unitat de massa química mitjançant la relació:
{\displaystyle 1{\text{ mol}}\equiv \{m_{\rm {a}}^{\rm {r}}({\rm {X)\}{\text{ g}}}}}on {\textstyle m_{\rm {a}}^{\rm {r}}({\rm {X)}}} representa el valor numèric de la massa atòmica relativa de l'element X.
2) Nombre de mols {\textstyle n} com a relació entre el nombre de partícules {\textstyle N} d'un sistema i la constant d'Avogadro {\textstyle N_{\rm {A}}}:
{\displaystyle n={\frac {N}{N_{\rm {A}}}}}El 1970, la Unió Internacional de Química Pura i Aplicada (IUPAC) publicà la definició de quantitat de substància: La quantitat de substància és proporcional al nombre d'entitats específiques d'aquesta substància. El factor de proporcionalitat és la mateixa per a totes les substàncies i s'anomena constant d'Avogadro. El novembre de 2018 la 26a Conferència General de Pesos i Mesures aprovà la definició de mol actual.

## Determinació

### A partir de la massa d'una substància pura

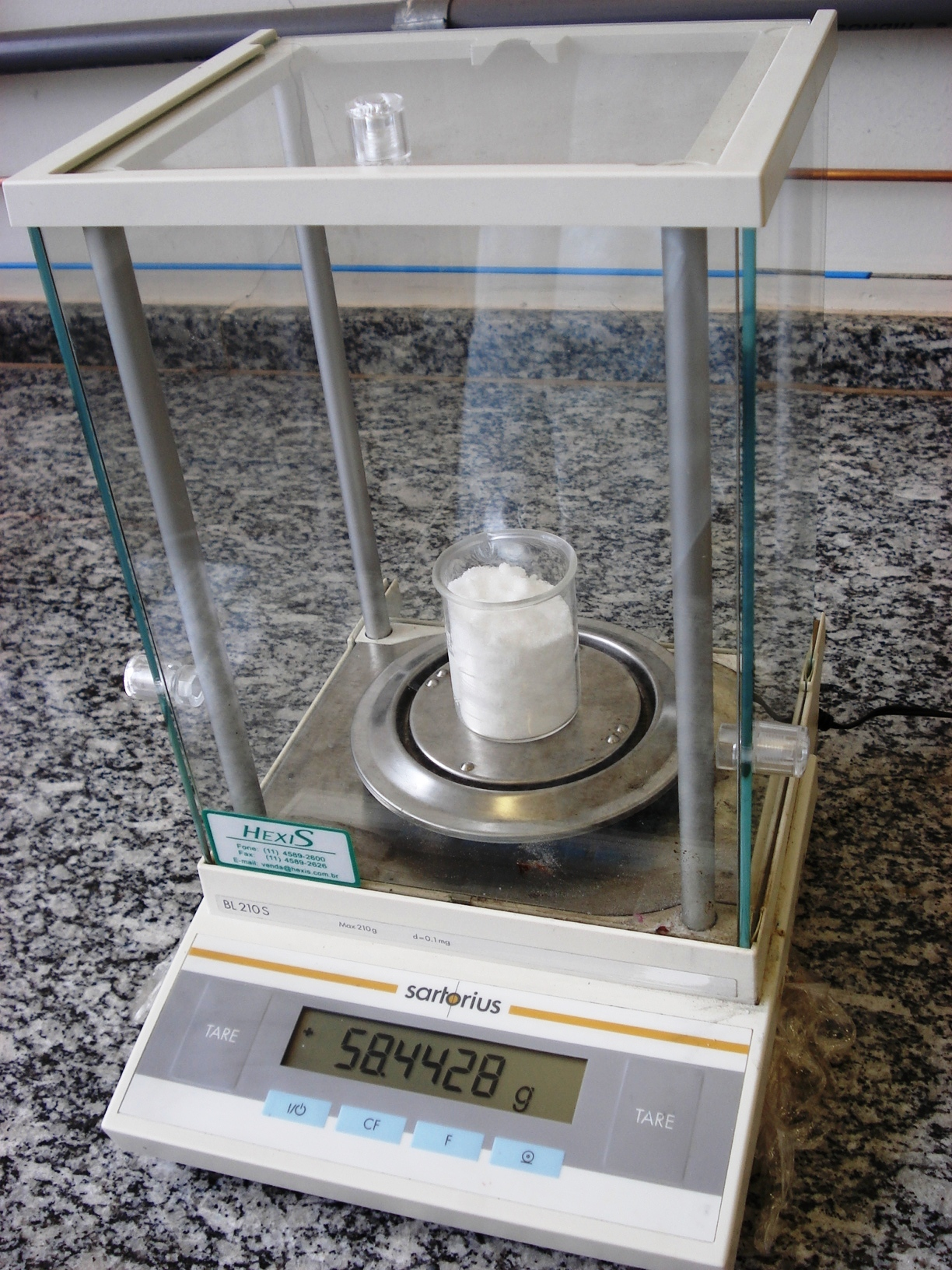
58,44 g de NaCl, clorur de sodi, equivalen a 1 mol de NaCl

Per a una mostra pura, la quantitat de material present a la mostra {\textstyle n} pot ser mesurada mitjançant la determinació de la massa {\textstyle m} de la mostra dividint per la massa molar, o massa per quantitat de matèria, {\textstyle M} mitjançant la relació:
{\displaystyle n={\frac {m}{M}}}Si la massa {\textstyle m} s'expressa en grams i la massa molar {\textstyle M} a g/mol la quantitat de substància {\textstyle n} ve donada en mols. La massa molar de qualsevol compost químic pur es calcula fàcilment a partir de la seva fórmula química utilitzant els valors de les masses molars dels elements. La massa molar d'un element de composició isotòpica natural s'obté a partir de la massa atòmica relativa {\textstyle A_{r}} multiplicat per la unitat g/mol. Aquest mètode de determinació del mol és generalment el mètode més exacte disponible, perquè el procediment de mesurar la massa d'una mostra és relativament simple i precís, i s'obtenen incerteses estàndard relatives de menys d'1×10–6. És important tenir en compte que ha de tenir una mostra pura del material, el que implica la realització d'una anàlisi química precís de la mostra. Això serà sovint el component principal en l'avaluació de la incertesa.

### A partir d'una llei dels gasos

Simulació del moviment de les molècules d'un gas ideal monoatòmic. La temperatura està relacionada amb l'energia cinètica mitjana de les molècules i la pressió amb els xocs de les molècules amb les parets.

A pressions iguals a 1 atm o inferiors els gasos compleixen amb molta exactitud la llei dels gasos ideals, que relaciona la pressió, {\textstyle P}, el volum, {\textstyle V}, la temperatura, {\textstyle T}, i la quantitat de substància, {\textstyle n}:
{\displaystyle P\cdot V=n\cdot R\cdot T}
essent {\textstyle R} la constant dels gasos, el qual valor és 8,31441 Pa·m³/mol·K. Si hom determina amb suficient precisió les variables pressió, volum i temperatura d'un gas, pot determinar el nombre de mols de dit gas:
{\displaystyle n={\frac {P\cdot V}{R\cdot T}}}Si les condicions són de pressions superiors a l'atmosfèrica els gasos deixen de comportar-se com gasos ideals i cal aplicar altres equacions, com ara l'equació del virial dels gasos:
{\displaystyle p\cdot V=n\cdot R\cdot T\cdot [1+B_{p}(T)\cdot p+...]}on {\textstyle B_{p}(T)} és el segon coeficient del virial en pressió.

### A partir de l'electròlisi
En una electròlisi la quantitat de matèria {\textstyle n} que s'allibera en un elèctrode és proporcional a la càrrega elèctrica {\textstyle Q} que passa a través del sistema i, per tant, al producte de la intensitat de corrent elèctric {\textstyle I} pel temps transcorregut {\textstyle t}. La constant de proporcionalitat és la inversa de la càrrega de l'ió alliberat {\textstyle z} multiplicat per la constant de Faraday, {\textstyle F}, que val 9,648 533 99 (24) ×104 C/mol :
{\displaystyle n={\frac {Q}{z\cdot F}}={\frac {I\cdot t}{z\cdot F}}}

## Crítica
Des de la seva adopció al Sistema Internacional d'Unitats el 1971, han sorgit nombroses crítiques al concepte del mol com a unitat com el metre o el segon:
- el nombre de molècules, etc. en una quantitat determinada de material és una quantitat fixa adimensional que es pot expressar simplement com un nombre, sense necessitat d'una unitat base diferent;[18][19]
- El mol termodinàmic SI és irrellevant per a la química analítica i podria causar costos evitables a les economies avançades[20]
- El mol no és una veritable unitat mètrica (és a dir, de mesura), sinó que és una unitat paramètrica, i la quantitat de substància és una quantitat base paramètrica[21]
- el SI defineix els nombres d'entitats com a quantitats de dimensió 1 i, per tant, ignora la distinció ontològica entre entitats i unitats de quantitats contínues[22]

En química, des de la llei de proporcions definides de Marcel Proust (1794) se sap que el coneixement de la massa de cadascun dels components d'un sistema químic no és suficient per definir el sistema. La quantitat de substància es pot descriure com la massa dividida per les "proporcions definides" de Proust i conté informació que falta només en la mesura de la massa. Com demostra la llei de les pressions parcials de Dalton (1803), ni tan sols és necessària una mesura de massa per mesurar la quantitat de substància (tot i que a la pràctica és habitual). Hi ha moltes relacions físiques entre la quantitat de substància i altres magnituds físiques, la més notable és la llei dels gasos ideals (on la relació es va demostrar per primera vegada el 1857).